# Roberto Paggini
Roberto Paggini (Livorno, 11 luglio 1940) è un avvocato e politico italiano.

## Biografia
Esponente del Partito Repubblicano Italiano, dopo essersi candidato senza successo alle politiche del 1972, del 1983 e del 1987, è eletto per la prima volta alla Camera in occasione delle elezioni politiche del 1992, con 5.821 voti di preferenza: è il primo degli eletti per il PRI nella circoscrizione Pisa-Livorno-Lucca-Massa-Carrara, superando lo storico leader repubblicano Bruno Visentini.
In vista delle successive elezioni politiche del 1994, non condividendo la linea del partito di sostenere la coalizione centrista del Patto per l'Italia, si avvicina ad Alleanza Democratica e al raggruppamento dei Progressisti, con il quale è eletto nel collegio uninominale di Livorno-Collesalvetti. Nel 1995 aderisce, insieme ad altri esponenti repubblicani, liberali e socialisti, al gruppo de I Democratici. Termina il suo mandato nel 1996.